# Доброшув-Мали
Доброшув-Мали (пол. Dobroszów Mały) — село в Польщі, у гміні Новоґруд-Бобжанський Зеленогурського повіту Любуського воєводства.
Населення — 104 особи (2011).
У 1975-1998 роках село належало до Зеленогурського воєводства.

## Демографія
Демографічна структура станом на 31 березня 2011 року:
|          | Загалом | Допрацездатний вік | Працездатний вік | Постпрацездатний вік |
| -------- | ------- | ------------------ | ---------------- | -------------------- |
| Чоловіки | 53      | 13                 | 38               | 2                    |
| Жінки    | 51      | 16                 | 31               | 4                    |
| Разом    | 104     | 29                 | 69               | 6                    |